# Méthylglyoxal synthase
La méthylglyoxal synthase est une lyase qui catalyse la réaction :
Dihydroxyacétone phosphate  {\displaystyle \rightleftharpoons }  méthylglyoxal + Pi.
Cette enzyme intervient dans la voie du méthylglyoxal (en), présente chez certains procaryotes. 